# Цнота, Ежи
Ежи Цнота (пол. Jerzy Cnota; 17 октября 1942, Ястшембе-Здруй, Нацистская Германия — 10 ноября 2016, Хожув, Польша) — польский актёр театра, кино и кабаре.

## Биография
Окончил русскую филологию в Кракове и Государственную высшую театральную школу в Варшаве. 

## Фильмография
- 1970 — Соль чёрной земли / Sól ziemi czarnej — Эузебин Басиста, брат Габриэля
- 1971 — Жемчужина в короне / Perła w koronie — Август Моль
- 1971 — Пять с половиной бледного Юзека / 5 i 1/2 bladego Józka — убийца Зенобия
- 1972 — Путешествие за улыбку / Podróż za jeden uśmiech — путешествующий автостопом
- 1973 — Яношик / Janosik (телесериал) — разбойник Гонсёр
- 1973 — Большая любовь Бальзака / Wielka miłość Balzaka — друг Бальзака
- 1975 — Доктор Юдым / Doktor Judym — торговец у ворот парка
- 1976 — Брюнет вечерней порой / Brunet wieczorową porą — мужчина в ресторане
- 1976 — Дагни / Dagny — скульптор Францишек Флаум, друг Станислава Пшибышевского
- 1976 — Периферийный роман / Romans prowincjonalny
- 1978 — Что ты мне сделаешь, когда поймаешь / Co mi zrobisz jak mnie złapiesz — водитель грузовика
- 1978 — Особых примет нет / Znaków szczególnych brak — польский шахтер-националист
- 1980 — Мишка / Miś — статист на плане фильма «Последняя сосиска графа Барри Кента», пьяница в котельне
- 1980 — Записки молодого варшавянина / Urodziny młodego warszawiaka — мужчина у киоска c самогоном
- 1980 — Грешная жизнь Франциска Булы / Grzeszny żywot Franciszka Buły — Вилек Лизонь, конферансье труппы
- 1982 — Да сгинет наваждение / Niech cię odleci mara — Уйма
- 1986 — Комедианты со вчерашней улицы / Komedianci z wczorajszej ulicy — уек Бернат
- 1987 — Магнат / Magnat — Зига, повар
- 1987 — Известна, как и Сараево / Sławna jak Sarajewo — Дзюрля
- 1990 — Торговец / Kramarz — помощник Антония
- 1992 — Холостяцкая жизнь на чужбине / Kawalerskie życie na obczyźnie — шахтёр
- 1999 — Огнём и мечом / Ogniem i mieczem — лодочник на Днепре
- 2006 — Уроки английского / Job, czyli ostatnia szara komórka — водитель трабанта